# USS Pillsbury (DE-133)
USS Pillsbury (DE-133/DER-133) là một tàu hộ tống khu trục lớp Edsall từng phục vụ cùng Hải quân Hoa Kỳ trong Chiến tranh Thế giới thứ hai. Nó là chiếc tàu chiến thứ hai của Hải quân Hoa Kỳ được đặt cái tên này, theo tên theo tên Chuẩn đô đốc John E. Pillsbury (1846-1919), nhà địa lý học tiên phong từng khám phá ra dòng hải lưu Gulf Stream. Pillsbury từng góp công vào việc chiếm giữ một tàu ngầm U-boat còn nguyên vẹn cùng vô số thông tin tình báo vô giá, và đã phục vụ cho đến khi chiến tranh kết thúc trước khi xuất biên chế vào năm 1947. Con tàu lại được nâng cấp và xếp lại lớp như một tàu hộ tống khu trục cột mốc radar DER-133, và tiếp tục phục vụ từ năm 1955 đến năm 1960; nó bị tháo dỡ vào năm 1966. Pillsbury được tặng thưởng năm Ngôi sao Chiến trận và cùng chia sẻ danh hiệu Đơn vị Tuyên dương Tổng thống do thành tích phục vụ trong Thế Chiến II.

## Thiết kế và chế tạo
Lớp Edsall có thiết kế hầu như tương tự với lớp Cannon dẫn trước; khác biệt chủ yếu là ở hệ thống động lực Kiểu FMR do được trang bị động cơ diesel Fairbanks-Morse dẫn động qua hộp số giảm tốc đến trục chân vịt. Đây là cấu hình động cơ được áp dụng rộng rãi trên tàu ngầm, được chứng tỏ là có độ tin cậy cao hơn so với lớp Cannon.
Vũ khí trang bị bao gồm ba pháo 3 in (76 mm)/50 cal trên tháp pháo nòng đơn có thể đối hạm hoặc phòng không, một khẩu đội pháo phòng không Bofors 40 mm nòng đôi và tám pháo phòng không Oerlikon 20 mm. Vũ khí chống ngầm bao gồm một dàn súng cối chống tàu ngầm Hedgehog Mk. 10 (có 24 nòng và mang theo 144 quả đạn); hai đường ray Mk. 9 và tám máy phóng K3 Mk. 6 để thả mìn sâu. Con tàu vẫn giữ lại ba ống phóng ngư lôi Mark 15 21 inch (533 mm), và được trang bị radar SC dò tìm không trung và mặt biển. Thủy thủ đoàn đầy đủ bao gồm 186 sĩ quan và thủy thủ.
Pillsbury được đặt lườn tại xưởng tàu của hãng Consolidated Steel Corporation ở Orange, Texas vào ngày 18 tháng 7, 1942. Nó được hạ thủy vào ngày 10 tháng 1, 1943, được đỡ đầu bởi bà Elsie G. Richardson, và nhập biên chế cùng Hải quân Hoa Kỳ vào ngày 7 tháng 6, 1943 dưới quyền chỉ huy của Hạm trưởng, Thiếu tá Hải quân William H. Parker Jr.

## Lịch sử hoạt động

### Tàu hộ tống khu trục (DE-133)
Sau khi hoàn tất việc trang bị và chạy thử máy huấn luyện tại khu vực Bermuda, Pillsbury đảm trách vai trò soái hạm cho Đội hộ tống 4 và bắt đầu phục vụ hộ tống các đoàn tàu vận tải đi sang Casablanca, Maroc thuộc Pháp và Gibraltar. Sau đó nó gia nhập cùng Đội đặc nhiệm 21.12, được hình thành chung quanh tàu sân bay hộ tống Guadalcanal (CVE-60) cùng bốn tàu hộ tống khu trục, để tuần tra tìm-diệt tàu ngầm dọc theo các tuyến đường hàng hải giữa Hoa Kỳ và Châu Âu.
Trong đêm 8 tháng 4, 1944, máy bay tuần tra xuất phát từ Guadalcanal đã phát hiện và tấn công một tàu ngầm U-boat Đức đang nổi trên mặt biển giữa Đại Tây Dương về phía Tây Bắc quần đảo Madeira, Bồ Đào Nha. Chiếc tàu ngầm U-515 đã lặn xuống để né tránh, và Pillsbury cùng tàu chị em Flaherty (DE-135) đã nhanh chóng đi đến hiện trường để tấn công bằng mìn sâu và súng cối Hedgehog, buộc chiếc U-boat phải nổi lên mặt nước. Tuy nhiên đối phương quyết tâm chiến đấu đến cùng, phóng ngư lôi nhằm vào các tàu hộ tống khu trục; sau cùng hỏa lực phối hợp của Pillsbury và Flaherty đã đánh chìm U-515 tại tọa độ 34°35′B 19°18′T / 34,583°B 19,3°T. Trong số thủy thủ đoàn chiếc U-boat, 16 người đã tử trận, và 44 người khác bao gồm hạm trưởng đã bị bắt làm tù binh.
Sau khi được sửa chữa tại Norfolk, Virginia, Đội đặc nhiệm 21.12 tiếp nối hoạt động tìm-diệt tàu ngầm đối phương. Vào ngày 4 tháng 6, tại vị trí khoảng 100 dặm ngoài khơi quần đảo Cape Verde, đội dò được tín hiệu sonar của một tàu ngầm đối phương đang di chuyển dưới mặt nước, tìm cách lẻn qua hàng rào các tàu hộ tống khu trục để tấn công Guadalcanal. Hai phi công đã phát hiện chiếc tàu ngầm dưới mặt nước, nên đã bắn để chỉ điểm cho Pillsbury, Jenks (DE-665) và Chatelain (DE-149) đi đến tấn công. Lượt tấn công bằng mìn sâu đã gây một lổ thủng trên vỏ ngoài chiếc U-505, và hạm trưởng chiếc U-505, tin rằng chiếc U-boat của mình đã bị hư hại nặng, nên ra lệnh bỏ tàu trong khi vẫn để động cơ tiếp tục chạy, khiến con tàu chạy theo một vòng tròn tại tọa độ 21°30′B 19°20′T / 21,5°B 19,333°T.

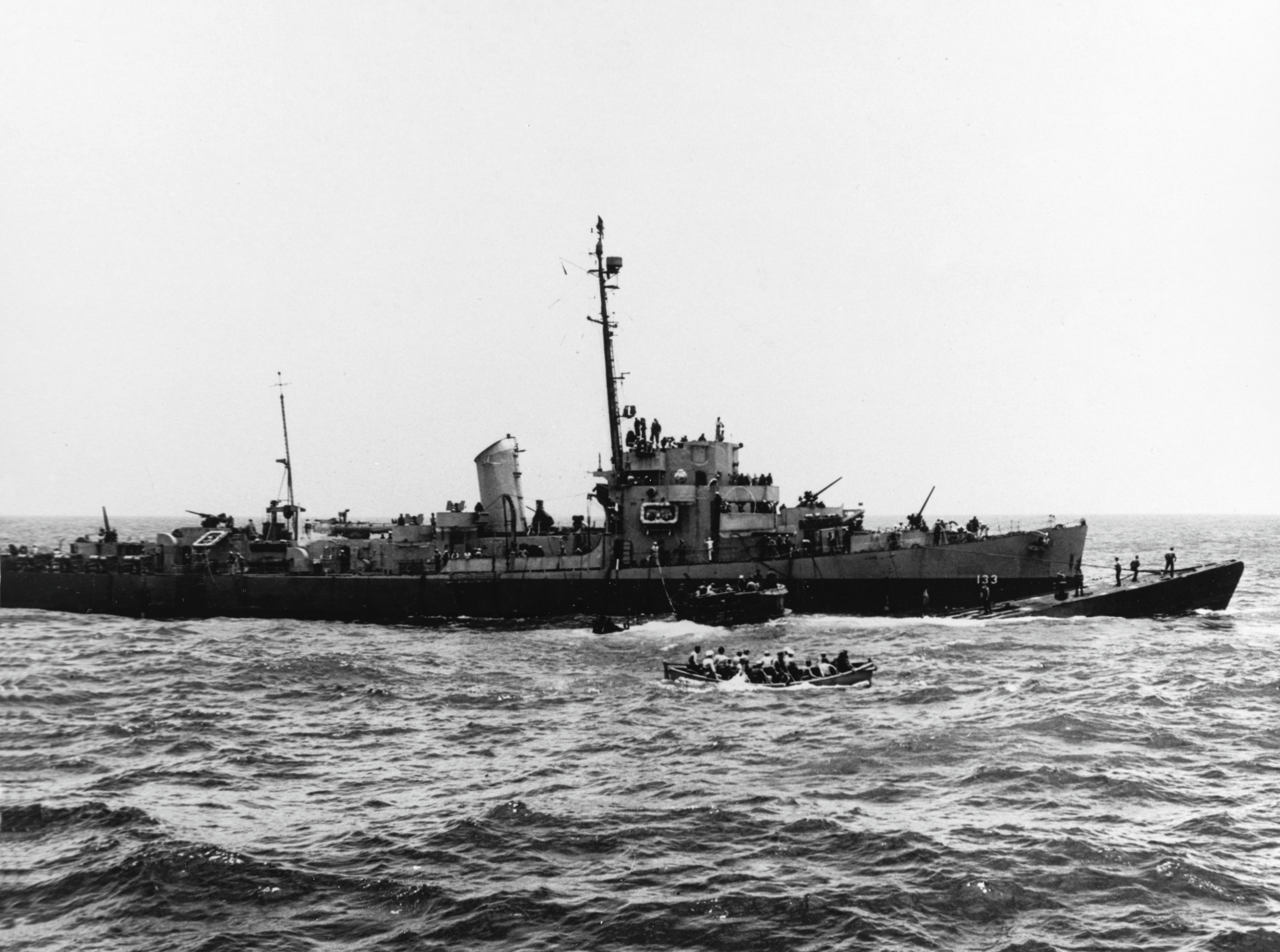
Pillsbury cùng với tàu ngầm U-505 bị chiếm giữ cặp bên mạn, ngày 4 tháng 6 năm 1944.

Pillsbury thả xuồng cho một đội thủy thủ do Trung úy Hải quân Albert David dẫn đầu đổ bộ sang U-505, trèo lên tháp chỉ huy và xâm nhập con tàu, tin rằng sẽ gặp kháng cự nhưng phát hiện rằng chiếc U-boat đã bị bỏ lại. Đội đổ bộ đã chiếm giữ hai máy mật mã Enigma, bảng mã và các tài liệu hải trình, loại bỏ các quả mìn hẹn giờ, đóng các van và bịt các lổ thủng trước khi kiểm soát được chiếc U-boat. Hạm trưởng chiếc U-505 cùng năm sĩ quan khác và 53 thủy thủ bị bắt làm tù binh, nhưng thông tin này được giữ kín để giữ bí mật việc U-505 bị "bắt sống". U-505 được kéo đi 2.500 dặm đến Bermuda, và đã bộc lộ nhiều bí mật được Hải quân Đức giữ kín. Do thành tích chiếm giữ được U-505, Pillsbury cùng tập thể Đội đặc nhiệm 21.12 được tặng thưởng danh hiệu Đơn vị Tuyên dương Tổng thống, Trung úy David được tặng thưởng Huân chương Danh dự, và hai thành viên khác của đội đổ bộ được tặng thưởng Huân chương Chữ thập Hải quân.
Vào ngày 24 tháng 4, 1945, trong thành phần Đơn vị Đặc nhiệm 22.7.1, Pillsbury phối hợp cùng các tàu hộ tống khu trục Flaherty, Chatelain, Neunzer (DE-150), Keith (DE-241), Janssen (DE-396), Varian (DE-798) và Hubbard (DE-211) tấn công bằng mìn sâu, đánh chìm tàu U-boat U-546 ở vị trí về phía Tây Bắc quần đảo Azores tại tọa độ 43°53′B 40°07′T / 43,883°B 40,117°T. 26 thành viên thủy thủ đoàn chiếc U-boat đã tử trận, và 33 người khác sống sót bị bắt làm tù binh.
Khi xung đột chấm dứt tại Châu Âu, Pillsbury cùng với tàu hộ tống khu trục chị em Pope (DE-134) đã tháp tùng chiếc U-858, vốn đang ở giữa Đại Tây Dương, đi đến Cape May, New Jersey và đầu hàng tại Lewes, Delaware vào ngày 14 tháng 5. Pillsbury được cho xuất biên chế tại Green Cove Springs, Florida vào khoảng tháng 5, 1946, và được đưa về Hạm đội Dự bị Đại Tây Dương.

### Tàu cột mốc radar (DER-133)
Pillsbury được chuyển đến Xưởng hải quân Philadelphia vào tháng 6, 1954, nơi con tàu được nâng cấp các trang bị, đặc biệt là cảm biến điện tử, và được xếp lại lớp như một tàu hộ tống khu trục cột mốc radar với ký hiệu lườn mới DER–133 vào tháng 8, 1954. Nó được tái biên chế trở lại vào ngày 15 tháng 3, 1955.
Sau khi hoàn tất việc chạy thử máy và huấn luyện, Pillsbury lên đường đi Newport, Rhode Island để đảm nhiệm vai trò tàu canh phòng radar trong Đường cảnh báo sớm từ xa - (DEW: Distant Early Warning) Line - nhằm cảnh báo sớm khả năng bị máy bay ném bom chiến lược hay tên lửa đạn đạo đối phương tấn công. Trong giai đoạn từ năm 1957 đến năm 1960, con tàu đã phục vụ bảy lượt tại các trạm canh phòng trên hàng rào Đại Tây Dương; thực hiện năm chuyến đi đến Argentia, Newfoundland; một chuyến viếng thăm Châu Âu đến Portsmouth, Anh và Le Havre, Pháp; một chuyến đi đến Summerside, đảo Prince Edward, Canada cùng một chuyến đi đến Gibraltar vào năm 1958.
Pillsbury được cho xuất biên chế lần sau cùng vào ngày 20 tháng 6, 1960. Tên nó được cho rút khỏi danh sách Đăng bạ Hải quân vào ngày 1 tháng 7, 1965, và con tàu bị bán cho hãng Boston Metals Co. tại Baltimore, Maryland để tháo dỡ vào năm 1966.

## Phần thưởng
Pillsbury được tặng thưởng danh hiệu Đơn vị Tuyên dương Tổng thống cùng năm Ngôi sao Chiến trận do thành tích phục vụ trong Thế Chiến II.
|  |             |  |
|  | Silver star |  |

| Dãi băng Hoạt động Tác chiến (truy tặng) | Dãi băng Hoạt động Tác chiến (truy tặng)                                     | Đơn vị Tuyên Dương Tổng thống                                                | Đơn vị Tuyên Dương Tổng thống        |
| Huân chương Chiến dịch Hoa Kỳ            | Huân chương Chiến dịch Châu Âu-Châu Phi-Trung Đông với 5 Ngôi sao Chiến trận | Huân chương Chiến dịch Châu Âu-Châu Phi-Trung Đông với 5 Ngôi sao Chiến trận | Huân chương Chiến thắng Thế Chiến II |